# Licuala paucisecta
Licuala paucisecta är en enhjärtbladig växtart som beskrevs av Karl Ewald Maximilian Burret. Licuala paucisecta ingår i släktet Licuala och familjen Arecaceae. Inga underarter finns listade i Catalogue of Life.